# Bobby Brink
Bobby Brink, född 8 juli 2001, är en amerikansk professionell ishockeyforward som spelar för Philadelphia Flyers i National Hockey League (NHL).
Han har tidigare spelat för Denver Pioneers i National Collegiate Athletic Association (NCAA) och Team USA och Sioux City Musketeers i United States Hockey League (USHL).
Beniers draftades av Philadelphia Flyers i andra rundan i 2019 års draft som 34:e spelare totalt.

## Statistik
| 2015–2016   | MN Penguins            |             | 8  | 0  | 1  | 1  | —  | —  | — | — | — | —  |
| 2016–2017   | Minnetonka Skippers    |             | 25 | 8  | 18 | 26 | 8  | 2  | 2 | 2 | 4 | 0  |
|             | MN Kings               |             | 11 | 4  | 5  | —  | —  | —  | — | — | — |    |
| 2017–2018   | Minnetonka Skippers    |             | 25 | 13 | 31 | 44 | 20 | 3  | 3 | 2 | 5 | 0  |
|             | Team Southwest         |             | 21 | 10 | 14 | 24 | 8  | 3  | 2 | 3 | 5 | 2  |
|             | Sioux City Musketeers  | USHL        | 13 | 2  | 2  | 4  | 4  | —  | — | — | — | —  |
|             | U.S. National U17 Team |             | 8  | 0  | 2  | 2  | 6  | —  | — | — | — | —  |
|             | Team USA               | USHL        | —  | —  | —  | —  | —  | 8  | 0 | 2 | 2 | 6  |
| 2018–2019   | Sioux City Musketeers  | USHL        | 43 | 35 | 33 | 68 | 22 | 2  | 0 | 2 | 2 | 4  |
|             | U.S. National U18 Team |             | 5  | 3  | 3  | 6  | 6  | —  | — | — | — | —  |
| 2019–2020   | Denver Pioneers        | NCAA        | 28 | 11 | 13 | 24 | 12 | —  | — | — | — | —  |
| 2020–2021   | Denver Pioneers        | NCAA        | 15 | 2  | 9  | 11 | 4  | —  | — | — | — | —  |
| 2021–2022   | Philadelphia Flyers    | NHL         | 1  | 0  | 1  | 1  | 0  | —  | — | — | — | —  |
|             | Denver Pioneers        | NCAA        | 41 | 14 | 43 | 57 | 44 | —  | — | — | — | —  |
| NHL totalt  | NHL totalt             | NHL totalt  | 1  | 0  | 1  | 1  | 0  | —  | — | — | — | —  |
| NCAA totalt | NCAA totalt            | NCAA totalt | 84 | 27 | 65 | 92 | 60 | —  | — | — | — | —  |
| USHL totalt | USHL totalt            | USHL totalt | 56 | 37 | 35 | 72 | 26 | 10 | 0 | 4 | 4 | 10 |

### Internationellt
| Källa: Uppdaterad: 2022-04-13 | Källa: Uppdaterad: 2022-04-13 | Källa: Uppdaterad: 2022-04-13 |         | Utv = Utvisningsminuter | Utv = Utvisningsminuter | Utv = Utvisningsminuter | Utv = Utvisningsminuter | Utv = Utvisningsminuter |
| År                            | Lag                           | Mästerskap                    | Matcher | Mål                     | Assists                 | Poäng                   | Utv                     |                         |
| ----------------------------- | ----------------------------- | ----------------------------- | ------- | ----------------------- | ----------------------- | ----------------------- | ----------------------- | ----------------------- |
| 2019                          | USA                           | U18-VM                        | 5       | 3                       | 3                       | 6                       | 6                       |                         |
| 2020                          | USA                           | JVM                           | 5       | 1                       | 1                       | 2                       | 0                       |                         |
| 2021                          | USA                           | JVM                           | 7       | 2                       | 4                       | 6                       | 2                       |                         |
| Junior totalt                 | Junior totalt                 | Junior totalt                 | 17      | 6                       | 8                       | 14                      | 8                       |                         |